# (436) Patricia
(436) Patricia ist ein Asteroid des Hauptgürtels, der am 13. September 1898 von den deutschen Astronomen Max Wolf und Friedrich Karl Arnold Schwassmann in Heidelberg entdeckt wurde. 
Es ist nicht überliefert, wovon der Name des Asteroiden abgeleitet ist.